# 刑事ヨロシク
『刑事ヨロシク』（けいじヨロシク）は、1982年5月16日から8月22日まで毎週日曜日20：00−20：55にTBSで放送されていた刑事コメディードラマ。

## 作品解説

### 内容
引き取り手が無くて飛ばされた刑事が集められた警視庁喜多野警察署にある「少年特捜班」。ここに所属するヨロシクこと原平太らが少年から非行を追放しようと奮起する姿を描く物語。
タイトルや内容に当時の人気テレビ番組などのパロディーをふんだんに織り込み、ギャグ性・バラエティー性を重視したドラマである。特にたけし演ずる原平太(ヨロシク)の言動はほとんどがアドリブで、ヨロシクの自宅のシーンや少年特捜班の事務室のシーンはヨロシク以外の登場人物もほぼアドリブであった。

### 特徴
ヨロシク（原平太）が漫談よろしく時事ネタを絡めて今週の話を説明し、「と、いうわけで、刑事・ヨロシクッ!」の締めの一言を発してから始まる。（TBSチャンネルでの再放送では、この前説はカットされている。）
ヨロシクが警官にあるまじき言動・行為をした場合はその場で、サイレン音と共に「このドラマは全くのフィクションであり登場する警察官の名称及び言動はすべて架空のものです」のテロップ画面が入る。

## 出演

### 喜多野警察署

#### 少年特捜班※カッコ内はあだ名
- 原平太刑事（ヨロシク）：ビートたけし

主人公。警視総監賞、署長賞ゼロ。始末書、謹慎処分数え切れず、引き取り手なく喜多野署少年特捜班へ。
自宅では一応家主であるが、居候状態の兄の家族に逆に居候扱いされており、そのことを朝食、夕食の度に兄の家族達に悪態をつくのが恒例。
- 花井蘭子刑事（コネコ）：岸本加世子

柔道二段。発育不全。ある人物を探すために、志願して特捜班へ。
- 渋沢元吉刑事（カラオケ）：ケーシー高峰

スナックで張り込み中、カラオケに夢中になり、犯人を逃して特捜班に左遷。
- 橋詰勝利刑事（マックス）：本間優二

元不良少年。刑事になってからも暴力団とやり合い、過剰防衛で配置転換となる。愛車はMG・ミジェット。
- 田所勇太郎刑事（チャンコ）：三好鉄生

学生相撲出身。頭突きで犯人に全治三ヶ月の重傷を負わせ、配転。異常なほどの怪力でしょっちゅう物を壊している。
- 西ツヤ（おつや）：戸川純

お茶汲み員。幽霊のような暗い雰囲気が特徴。
- 神波巌班長（カシラ）：梅宮辰夫

警視総監のデスクに足をあげて総監の怒りを買い、左遷。

##### 署員
- 桃子婦警：山田邦子
- 栗子婦警：たかだみゆき
- 門口巡査：斎藤洋介
- 夢子婦警：高山佳子

##### ヨロシクの家の同居人
- 原恭平（ヨロシクの兄）：及川ヒロオ
- 原則子（恭平の妻）：藤田弓子
- 原まどか（恭平の娘）：川上麻衣子
- 木村キン（則子の母）：菅井きん
- 木村真弓（則子の妹）：風祭ゆき

### スナック「ママリンゴ」の経営者と常連客の虚無僧グループたち
- 泊里亜樹：秋野暢子
- 安藤：安岡力也
- しげる：矢沢しげる
- トニー：トニー吉沢
- ミッキー：ミッキー岡野
- カットビ：金崎翔一
- ジャンボ：ジャンボ杉田
- トンビ：風見りつ子
- レジ：大林真由美
- ヒメ：西田由美
- キャティ：加藤直美

### その他
- 近田文子（ミッキーの母）：奈美悦子
- 由利徹（第3話）
- 小野ヤスシ（第3話）
- 直江喜一（第4話）
- 戸川京子（第7話）
- 我王銀次
- 笹野高史
- 渡辺えり子

## 主題歌
- 「ライオンは起きている」朝倉紀幸&GANG

## スタッフ
- 脚本：畑嶺明、山元清多、岩松了、高田文夫、奥山侊伸
- プロデューサー：久世光彦、小野鉄二郎
- 音楽：益田幹夫
- 擬斗：林邦史朗、車邦秀
- 装置・装飾：にっかつ美術
- 技術協力：東通
- 美術協力：アックス
- 製作：KANOX、TBS

## 放映リスト
※視聴率は「テレビ視聴率季報（関東地区）」ビデオリサーチより
| 放送日         | 話数 | サブタイトル              | サブタイトルの元ネタ | 脚本     | 演出       | ゲスト | 視聴率 |
| -------------- | ---- | ------------------------- | -------------------- | -------- | ---------- | --- | ------ |
| 1982年 5月16日 | 1    | 特捜最低線                | 特捜最前線           | 畑嶺明   | 久世光彦   | - 武智杜代子（たばこ屋の老婆） - 内藤陳（おでん屋） - 宮城健太郎、飯島浩幾、布施博（死神組組員） - 松本茂、板谷龍一（ママリンゴのボーイ）                                  | 10.5%  |
| 5月23日        | 2    | セーラー服ときかん坊      | セーラー服と機関銃   | 山元清多 | 久世光彦   | - 内藤陳（おでん屋） - 佐々木つとむ（署長の声） - 飯島大介、谷村好一（死神組組員） - 松本茂、板谷龍一（ママリンゴのボーイ）                                                | 8.9%   |
| 5月30日        | 3    | 男はくらいよ              | 男はつらいよ         | 畑嶺明   | 久世光彦   | - 由利徹（教頭） - 小野ヤスシ（沢本先生） - 武内文平（校長） - 松本茂、板谷龍一（ママリンゴのボーイ） - 松尾憲造（出前持ち）                                               | 8.7%   |
| 6月13日        | 4    | 七輪の刑事                | 七人の刑事           | 山元清多 |            | | 5.2%   |
| 7月4日         | 5    | ミッキーはつむじ風        | ナッキーはつむじ風   |          |            | | 7.6%   |
| 7月11日        | 6    | 禁じられた火遊び          | 禁じられた遊び       |          |            | | 8.7%   |
| 7月18日        | 7    | 太陽がめいっぱい          | 太陽がいっぱい       |          |            | | 7.5%   |
| 8月1日         | 8    | 暮らしの手錠              | 暮しの手帖           |          |            | | 8.4%   |
| 8月15日        | 9    | 刑事コロンダ              | 刑事コロンボ         | 奥山侊伸 | 小野鉄二郎 | - 土佐一太、飯島大介、布施博（死神組組員） - 姿健一（張念転） - 桑原たけし（ボス） - 橋本和人（カズト） - 須藤正裕（優作） - 松本茂（ママリンゴのボーイ）                  | 7.0%   |
| 8月22日        | 10   | 893（ヤクザ）だよ全員集合 | 8時だョ!全員集合     | 不明     | 不明       | - 坊屋三郎（泊里竜造） - 野口元夫（署長） - 鯉川のぼる、なべ雄作（署員） - 村松克己（殺し屋） - 河合絃司（おでん屋） - 松尾憲造（出前持ち） - 松本茂（ママリンゴのボーイ） | 7.4%   |

## ソフト化情報・放送ライブラリーでの閲覧
1996年にVHSで全5巻発売されている（発売元：ポリグラム）。2005年4月にDVD発売されている（発売元：ポニーキャニオン、PCBE-51413）。また、放送ライブラリーで第1話を閲覧することが出来る。